# Steinernes Haus (Meiningen)

Steinernes Haus in Meiningen

Das Steinerne Haus ist ein historisches Renaissance-Bauwerk in der Altstadt der einstigen Residenzstadt Meiningen. Es ist der älteste steinerne Wohnbau der Stadt und steht in der Anton-Ulrich-Straße 43 nahe dem Oberen Tor.

## Bauwerk
Das Steinerne Haus ist ein dreigeschossiger Renaissance-Bau mit einem ausgebauten Dachgeschoss, das traufseitig zur Straße steht. Das aus dem 13. Jahrhundert stammende und 1571 umgebaute Erdgeschoss besteht aus massiven Natursteinmauerwerk mit einem Rundbogenportal, das auf mit Ornamenten geschmückten Pfeilern sitzt. Mittig am Rundbogen ist die Inschrift „Zum Steinernen Haus“ eingemeißelt. Das Portal wird von einem Dreiecksgiebel mit Wappen gekrönt.
Die komplette Bausubstanz der Obergeschosse stammt aus dem Jahre 1571. Deren Fassadengliederung ist mit je acht, im Wechsel vorgeblendeten steinernen Karyatiden und Hermen gestaltet. Die Fassade ist noch mit weiteren zahlreichen Schmuckelementen verziert. Die mit Ornamenten versehenen, paarweise gekoppelten Fensterlaibungen sind aus massiven polierten Gestein. An der nördlichen Ecke befindet sich eine in Stein gehauene Gesichtsmaske und darüber eine ebensolche männliche Büste. 
Das Haus besitzt einen nördlichen Seitenflügel sowie einen Renaissance-Wendeltreppenturm im Innenhof. Im zweiten Obergeschoss des Turmes brachten die Bauherren eine dreistellige Zahl als Chronostichogramm mit arabischen Ziffern an. Die miteinander verschlungenen Zahlen sieben und acht bedeuten die Zahl 15, mit der folgenden Zahl 71 ergibt dies die Jahreszahl 1571.

## Geschichte
Das Steinerne Haus war ursprünglich ein Fachwerkbau aus dem 13. Jahrhundert. Im Jahre 1571 brachen die Bauherren das Fachwerk ab und errichteten auf dem vorhandenen steinernen Sockelgeschoss zwei steinerne Obergeschosse mit dominanten Staffelgiebeln. Zusätzlich erbaute man einen nördlichen, zur Wassergasse gelegenen Seitenflügel und im Innenhof einen Treppenturm mit Wendeltreppe und aufgesetzter Renaissance-Haube. So entstand ein Wohnhaus als kompletter Massivbau, was selbst im ausgehenden Mittelalter noch eine Besonderheit darstellte. Dies brachte dem Gebäude den Namen „Steinernes Haus“ ein. Wegen dieser Erscheinung fehlte fortan das Steinerne Haus auf keiner zeichnerischen Gesamtansicht der Stadt Meiningen. 
1858 wurde das Gebäude durch einen Brand stark in Mitleidenschaft gezogen. Bei der anschließenden Wiederherstellung verzichtete die Restauratoren auf die bis dahin bestehenden Staffelgiebel. 1904 führte Oberbaurat Eduard Fritze eine umfassende Rekonstruktion des Steinernen Hauses durch, um es größtenteils wieder in den Originalzustand von 1571 zu versetzen. Das Gebäude erfuhr in seiner langen Geschichte verschiedene Nutzungen. Neben Wohnzwecken waren immer wieder gastronomische Einrichtungen untergebracht. Heute befindet sich hier ein Bistro mit Bar und weiterhin ein Reisebüro. Das Steinerne Haus steht unter Denkmalschutz.